# City of the Sun (Nuovo Messico)
City of the Sun è un census-designated place (CDP) degli Stati Uniti d'America della contea di Luna nello Stato del Nuovo Messico. La popolazione era di 31 abitanti al censimento del 2010. La comunità, che si trova sul confine settentrionale di Columbus, fu fondata nel 1972.

## Geografia fisica
Secondo lo United States Census Bureau, il CDP ha una superficie totale di 0,75 km², dei quali 0,75 km² di territorio e 0 km² di acque interne (0% del totale).

## Società

### Evoluzione demografica
Secondo il censimento del 2010, la popolazione era di 31 abitanti.

### Etnie e minoranze straniere
Secondo il censimento del 2010, la composizione etnica del CDP era formata dall'87,1% di bianchi, il 6,45% di afroamericani, il 3,23% di nativi americani, lo 0% di asiatici, lo 0% di oceanici, il 3,23% di altre razze, e lo 0% di due o più etnie. Ispanici o latinos di qualunque razza erano il 9,68% della popolazione.